# Aumento di capitale
L'aumento di capitale (anche ricapitalizzazione), in economia, è un atto di carattere straordinario che si realizza o con la modifica del patrimonio netto (aumento a pagamento) o con la semplice imputazione di riserve o fondi di bilancio in quanto disponibili (aumento gratuito). 

## Descrizione
In entrambi i casi, l'aumento può aver luogo con l'emissione di nuovi titoli o con l'incremento del valore nominale delle vecchie azioni.
I titoli devono essere offerti in opzione (il cosiddetto "diritto d iopzione") ai soci (e ai possessori di obbligazioni convertibili nella S.p.A.) in proporzione delle azioni/quote (se S.R.L.) possedute (ed ai possessori di obbligazioni convertibili sulla base del rapporto di cambio) per consentire ai soci di mantenere inalterata la loro quota di partecipazione al capitale sociale e ai possessori di obbligazioni convertibili di mantenere inalterato il cd. rapporto di cambio.
L'aumento del capitale oneroso, nel silenzio della delibera, è inscindibile ma è ben possibile che i soci ne prevedano la scindibilità: in pratica se l'aumento è inscindibile esso non viene attuato finché non è integralmente sottoscritto; viceversa, nel caso di scindibilità, l'aumento sarà attuato per un importo pari alle sottoscrizioni raccolte alla fine della operazione.
È altresì possibile, con modalità che variano a seconda che si tratti di S.p.A. o di S.R.L., che sia previsto altresì un diritto di prelazione per le azioni rimaste inoptate in favore dei soci che ne facciano richiesta all'atto della sottoscrizione.

## Clausole anti-diluizione
L'aumento di capitale sociale ha l'effetto di diluire il valore unitario oppure il numero di quote detenute dagli azionisti.
A partire dal febbraio 2020, gli statuti societari e i patti parasociali possono prevedere clausole anti-diluizione (Massima 186 del Notariato di Milano).